# خانصور

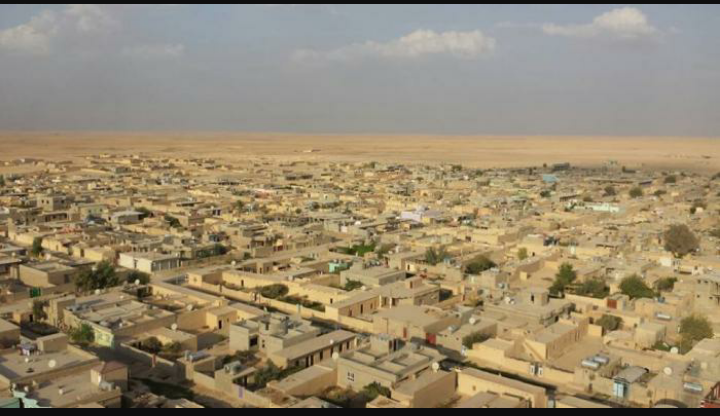
صورة من الجو لمجمع خانصور

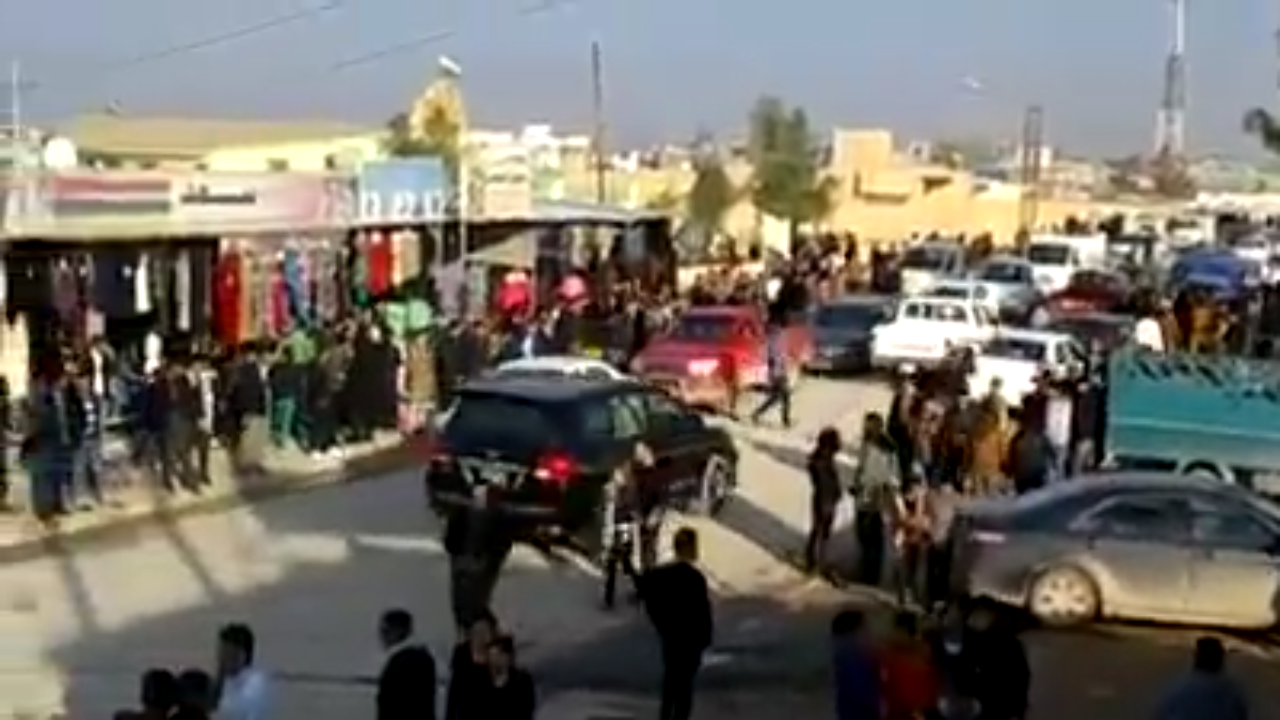
صورة في وسط مجمع خانصور في سنجار

خانصور أو التأميم (سابقاً في عهد صدام حسين)، هي قرية كبيرة نوعاً، وهي من أكبر المجمعات في قضاء سنجار الذي يقع في محافظة نينوى شمال العراق.